# Juan Román Riquelme
Juan Román Riquelme (San Fernando, Buenos Aires, 24 de junho de 1978) é um ex-futebolista e atual dirigente esportivo argentino que atuava como meia-atacante. Tido como ídolo master pelo Boca Juniors, Riquelme conquistou 15 títulos, entre eles 3 Libertadores da América. Considerado o jogador argentino mais habilidoso de sua geração, Riquelme combina habilidades com técnica e visão de jogo apurada além de ser um excelente cobrador de faltas. Pela Seleção Argentina, disputou a Copa das Confederações de 2005, a Copa do Mundo de 2006, a Copa América de 2007 e os Jogos Olímpicos de 2008 sendo campeão desta edição. Recentemente, Riquelme foi adicionado a seleção de jogadores históricos da Libertadores. Atualmente, é vice-presidente do Boca Juniors.

## Carreira
Iniciou a sua carreira como amador no Argentinos Juniors, antes de se mudar para o Boca Juniors, onde se tornou Bicampeão da Copa Libertadores da América (2000 e 2001) e um dos maiores ídolos da história do clube. Não demorou para seu futebol ser cobiçado pelos grandes da Europa e, em 2002, acertou sua transferência para o Barcelona. Após um ano no clube catalão, onde junto com toda a equipe não realizou uma boa temporada, se transferiu para o Villarreal. Pelo Submarino Amarelo fez grandes partidas e, na companhia de outros jogadores sul-americanos como o argentino Sorín, o uruguaio Diego Forlán e o brasileiro naturalizado espanhol Marcos Senna, ajudou a levar o clube ao inédito terceiro lugar no Campeonato Espanhol na temporada 2004/05, o que rendeu ao Villareal uma vaga inédita na Liga dos Campeões. Por conta de suas atuações, foi contratado em definitivo, com o Sumarino Amarelo pagando a transferência de 75% dos direitos do camisa 10.
Na competição europeia, Riquelme foi novamente o grande destaque da equipe que alcançou a semifinal da competição em sua primeira participação na história, tendo eliminado gigantes do velho continente como Manchester United e Internazionale. Porém, após perder um pênalti no confronto que eliminou o Villareal da competição, na semifinal conta o Arsenal, Riquelme nunca mais teve o mesmo sucesso pela equipe espanhola. Ao fim dessa temporada disputou pela Seleção Argentina a Copa do Mundo de 2006, na Alemanha. Sendo o camisa 10 da seleção e o principal nome do time, Riquelme sonhava em dar a Argentina o Tri campeonato mundial. Mas a eliminação nos pênaltis nas quartas de final da competição, justamente para a dona da casa, a Alemanha, frustrou totalmente seus planos e de toda a nação argentina.
Após a Copa do Mundo, a vida de Riquelme em seu clube já não era mais a mesma. Mesmo depois de ter levado o Villarreal a campanha continental mais importante de sua história , Riquelme teve uma série de desentendimentos com o técnico do time, o chileno Manuel Pellegrini, que o fizeram ser afastado da equipe. Sem clima e com uma relação totalmente desgastada, Riquelme regressou em fevereiro de 2007 ao Boca Juniors, tendo sido contratado por empréstimo por apenas 6 meses e recebendo um dos maiores salários da América do Sul. Nesse pequeno período em sua volta ao Boca Juniors, Riquelme se destacou na campanha da Copa Libertadores da América, tendo realizado jogos magníficos e inesquecíveis nas finais contra o Grêmio, que rendeu ao jogador seu terceiro título da competição continental pelo clube, o sexto na história do Boca Juniors, e de quebra ainda foi eleito o craque do campeonato.
Após o término de seu contrato de empréstimo com o Boca Juniors, retornou ao Villareal. Porém, o clima no clube continuava totalmente desgastado. Riquelme ficou novamente afastado durante todo o segundo semestre de 2007 e afirmou inclusive aceitar ganhar menos para retornar ao clube de seu coração, o Boca Juniors. Depois de muitas negociações, em janeiro de 2008 o time espanhol negociou definitivamente os direitos do jogador com o Boca Juniors. Após seu atual clube ser derrotado pelo Corinthians na decisão da Copa Libertadores da América de 2012, Riquelme disse que não continuaria mais no Boca Juniors. Porém, após ficar 7 meses afastados do futebol, e quase ter fechado com Atlético Paranaense, Palmeiras, Tigre e Corinthians, o presidente do Boca Juniors, Daniel Angelici, confirmou o retorno de Riquelme a equipe xeneize.
Em julho de 2014, assinou com o Argentinos Juniors, clube que o revelou para o futebol. Antes de se destacar com a camisa do Boca, Riquelme iniciou a carreira no Argentinos Juniors, clube que defendeu apenas na juventude. A equipe, de Buenos Aires, também foi responsável por revelar jogadores como Maradona e Sorín. Assinou por 18 meses. Acabou por marcar seu primeiro gol na estreia pelo clube. Riquelme anunciou sua aposentadoria em janeiro de 2015, após 18 partidas e 5 gols.

## Seleção Argentina
Pela seleção argentina, além de ter disputado a Copa do Mundo de 2006, Riquelme foi destaque desde as categorias de base. Sua principal conquista foi a medalha de ouro olímpica, conquistada em 2008, quando foi convocado como um dos três jogadores acima da idade permitida nos Jogos Olímpicos. Riquelme era o camisa 10 da seleção argentina antes de Diego Maradona assumir a função de técnico da equipe, durante as eliminatórias para a Copa do Mundo de 2010. Com problemas de relacionamento com o técnico, que também é ídolo argentino e do Boca Juniors, Riquelme se recusou atuar na seleção no comando de Diego Maradona, alegando que o posicionamento que o colocava em campo não o fazia render tudo que poderia. Diego Maradona acabou passando a camisa 10 para Lionel Messi, que não conseguiu levar a Argentina além das quartas de final na Copa, tendo sido eliminada novamente pela Seleção Alemã, dessa vez com uma goleada vergonhosa por 4 a 0. Após a Copa do Mundo, Diego Maradona deixou o comando da seleção. Após sua saída, Riquelme abriu as portas para seu retorno a equipe nacional, tendo afirmado publicamente estar a disposição do então novo técnico da equipe, Sergio Batista. Desde então, Sergio Batista cogitou a possibilidade de convocar Riquelme por várias vezes, mas acabou sendo demitido após a Copa América de 2011, sem nunca o ter chamado.

## Curiosidade
Juan Román Riquelme foi inspiração para o nome de mais de 20 mil brasileiros a partir do ano 2000, considerando as variações, entre os 127 times que começaram a Copa São Paulo de Futebol Júnior de 2020, encontrou-se 12 garotos que foram batizados com o sobrenome , segundo dados do Censo demográfico do Brasil de 2010 do IBGE, são 14.037 Riquelmes pelo Brasil.
Juan Román Riquelme é primo de Marcos Riquelme, atual jogador do Club Bolívar.

## Estatísticas

### Clubes
| Clube         | Temporada | Liga  | Liga | Copa  | Copa | América Europa | América Europa | Total | Total |
| Clube         | Temporada | Part. | Gols | Part. | Gols | Part.          | Gols           | Part. | Gols  |
| ------------- | --------- | ----- | ---- | ----- | ---- | -------------- | -------------- | ----- | ----- |
| Boca Juniors  | 1996/97   | 22    | 4    | -     | -    | -              | -              | 22    | 4     |
| Boca Juniors  | 1997/98   | 19    | 0    | -     | -    | 2              | 0              | 21    | 0     |
| Boca Juniors  | 1998/99   | 37    | 10   | -     | -    | 5              | 0              | 42    | 10    |
| Boca Juniors  | 1999/00   | 24    | 4    | -     | -    | 16             | 3              | 40    | 7     |
| Boca Juniors  | 2000/01   | 27    | 10   | -     | -    | 14             | 3              | 41    | 13    |
| Boca Juniors  | 2001/02   | 22    | 10   | -     | -    | 6              | 0              | 28    | 10    |
| Boca Juniors  | Total     | 151   | 38   | -     | -    | 43             | 6              | 194   | 44    |
| FC Barcelona  | 2002/03   | 30    | 3    | 1     | 1    | 11             | 2              | 42    | 6     |
| FC Barcelona  | Total     | 30    | 3    | 1     | 1    | 11             | 2              | 42    | 6     |
| Villarreal CF | 2003/04   | 33    | 8    | 3     | 1    | 12             | 4              | 48    | 13    |
| Villarreal CF | 2004/05   | 35    | 15   | -     | -    | 9              | 2              | 44    | 17    |
| Villarreal CF | 2005/06   | 25    | 12   | 1     | 0    | 12             | 2              | 38    | 14    |
| Villarreal CF | 2006/07   | 13    | 1    | -     | -    | -              | -              | 13    | 1     |
| Villarreal CF | Total     | 106   | 36   | 4     | 1    | 33             | 8              | 143   | 45    |
| Boca Juniors  | 2007      | 15    | 2    | -     | -    | 11             | 8              | 26    | 10    |
| Boca Juniors  | 2008      | 10    | 1    | -     | -    | 10             | 4              | 20    | 5     |
| Boca Juniors  | 2008/09   | 28    | 5    | -     | -    | 7              | 4              | 35    | 9     |
| Boca Juniors  | 2009/10   | 24    | 3    | -     | -    | 2              | 0              | 26    | 3     |
| Boca Juniors  | 2010/11   | 13    | 4    | -     | -    | -              | -              | 13    | 4     |
| Boca Juniors  | 2011/12   | 21    | 4    | 2     | 1    | 9              | 3              | 36    | 8     |
| Boca Juniors  | 2012/13   | 5     | 0    | 1     | 0    | 7              | 2              | 13    | 2     |
| Boca Juniors  | 2013/14   | 12    | 7    | 0     | 0    | 0              | 0              | 22    | 7     |
| Boca Juniors  | Total     | 127   | 21   | 3     | 1    | 50             | 21             | 187   | 48    |
| Argentina     | Argentina | 279   | 64   | 3     | 1    | 89             | 27             | 381   | 92    |
| Espanha       | Espanha   | 136   | 39   | 5     | 2    | 46             | 10             | 187   | 51    |
| Total         | Total     | 425   | 103  | 8     | 3    | 135            | 37             | 568   | 160   |

### Seleção Argentina
| Ano   |       |      |
| Ano   | Jogos | Gols |
| ----- | ----- | ---- |
| 1997  | 1     | 0    |
| 1998  | 0     | 0    |
| 1999  | 5     | 0    |
| 2000  | 0     | 0    |
| 2001  | 0     | 0    |
| 2002  | 1     | 0    |
| 2003  | 3     | 1    |
| 2004  | 6     | 1    |
| 2005  | 13    | 6    |
| 2006  | 8     | 0    |
| 2007  | 9     | 9    |
| 2008  | 5     | 0    |
| Total | 51    | 17   |

## Títulos
Boca Juniors
- Campeonato Argentino: 1998 Apertura, 1999 Clausura, 2000 Apertura, 2008 Apertura, 2011 Apertura
- Copa Libertadores da América: 2000, 2001, 2007
- Copa Intercontinental: 2000
- Recopa Sul-Americana: 2008
- Copa Argentina: 2011-12

Villarreal
- Copa Intertoto da UEFA 2003, 2004

Barcelona
- Troféu Joan Gamper: 2002, 2003

Seleção
- Campeonato Sul-Americano de Futebol Sub-20: 1997
- Campeonato Mundial de Futebol Sub-20: 1997
- Torneio Internacional de Toulon: 1998
- Ouro nos Jogos Olímpicos: 2008

### Individuais
- Revelação do Campeonato Argentino: 1997
- Revelação de Ouro (Clarín de Ouro): 1997
- Consagração de Ouro (Clarín de Ouro): 2000 e 2001
- Equipe Ideal do Sul-Americano Sub-20: 1997
- Torneio de Toulon de 1998: Melhor jogador
- Melhor jogador das Américas: 2001
- Melhor jogador estrangeiro da Liga BBVA (Don Balón): 2004-05
- Jogador mais técnico e habilidoso da Liga BBVA (Diário Marca): 2004-05
- Jogador com mais assistências da Liga BBVA: 2004-05
- Melhor jogador da Liga BBVA (por comentaristas e jogadores do Diário Marca): 2004-05
- Melhor jogador argentino no estrangeiro (Clarín de Ouro): 2005
- Bola de Prata da Copa das Confederações: 2005
- Equipe Ideal das Eliminatórias da Copa do Mundo FIFA: 2006
- Jogador com mais assistências na Copa do Mundo FIFA: 2006
- Bola de Prata da Copa América: 2007
- Equipe Ideal da Copa América: 2007
- Jogador com mais assistências da Copa América: 2007
- Chuteira de Prata da Copa Libertadores: 2007
- Melhor jogador da final da Copa Libertadores: 2001 e 2007
- Melhor jogador da Copa Libertadores: 2000, 2001 e 2007
- Melhor jogador da América (Fox Sports): 2007 e 2008
- Consagração do Campeonato Argentino (Clarín de Ouro): 2000, 2001, 2007, 2008 e 2011
- Seleção Ideal das Américas: 1999, 2000, 2001, 2007, 2008 e 2011
- Jogador argentino do ano (Olimpia de Plata): 2000, 2001, 2008, 2011
- Melhor jogador do ano (Olé): 2012
- Seleção da Copa Libertadores: 2000, 2001, 2007, 2008, 2012

#### Outros
- Jogador não-atacante com mais gols na Copa Libertadores
- Eleito o melhor jogador da história do Boca Juniors (por sua torcida)
- Eleito o melhor jogador da história do Villareal (de presidente para o mundo inteiro)[18]
- Nominado a Bola de Ouro e melhor jogador do mundo da FIFA e France Football: 2005, 2006, 2007 e 2008
- Segundo melhor batedor de faltas do mundo pela FIFA: 2008
- Nominado a Bola de Ouro da Copa do Mundo FIFA: 2006
- (FIFA) 2005: 16 º
- (FIFA) 2006: 17 º - Jogando nas Américas
- (FIFA) 2007: 16 º - Jogando nas Américas
- Ballon d'Or 2005: 14 th
- Ballon d'Or 2007: 14 th
- Sexto melhor jogador do Mundo (World Soccer): 2005
- Sétimo melhor jogador do Mundo (World Soccer): 2006
- Quinto melhor jogador do Mundo (World Soccer): 2007 - Jogando nas Américas
- Quarto melhor criador de jogadas do mundo (IFFHS): 2007 - Jogando nas Américas
- Terceiro maior artilheiro do mundo (IFFHS): 2007 - Jogando nas Américas
- Seleção de todos os tempos da Copa Libertadores

## Gols pela seleção
| #   | Data                   | Local                   | Adversário | Gol | Resultado | Competitição                           |
| --- | ---------------------- | ----------------------- | ---------- | --- | --------- | -------------------------------------- |
| 1.  | 30 de abril de 2003    | Tripoli, Líbia          | Líbia      | 3–1 | Vitória   | Amistoso                               |
| 2.  | 17 de novembro de 2004 | Buenos Aires, Argentina | Venezuela  | 3–2 | Vitória   | Eliminatórias da Copa do Mundo de 2006 |
| 3.  | 8 de junho de 2005     | Buenos Aires, Argentina | Brasil     | 3–1 | Vitória   | Eliminatórias da Copa do Mundo de 2006 |
| 4.  | 15 de junho de 2005    | Colônia, Alemanha       | Tunísia    | 2–1 | Vitória   | Copa das Confederações de 2005         |
| 5.  | 18 de junho de 2005    | Nuremberga, Alemanha    | Austrália  | 4–2 | Vitória   | Copa das Confederações de 2005         |
| 6.  | 21 de junho de 2005    | Nuremberga, Alemanha    | Alemanha   | 2–2 | Empate    | Copa das Confederações de 2005         |
| 7.  | 9 de outubro de 2005   | Buenos Aires, Argentina | Peru       | 2–0 | Vitória   | Eliminatórias da Copa do Mundo de 2006 |
| 8.  | 16 de novembro de 2005 | Doha, Qatar             | Catar      | 3–0 | Vitória   | Amistoso                               |
| 9.  | 2 de julho de 2007     | Maracaibo, Venezuela    | Colômbia   | 4–2 | Vitória   | Copa América de 2007                   |
| 10. | 2 de julho de 2007     | Maracaibo, Venezuela    | Colômbia   | 4–2 | Vitória   | Copa América de 2007                   |
| 11. | 8 de julho de 2007     | Barquisimeto, Venezuela | Peru       | 4–0 | Vitória   | Copa América de 2007                   |
| 12. | 8 de julho de 2007     | Barquisimeto, Venezuela | Peru       | 4–0 | Vitória   | Copa América de 2007                   |
| 13. | 11 de julho de 2007    | Puerto Ordaz, Venezuela | México     | 3–0 | Vitória   | Copa América 2007                      |
| 14. | 13 de outubro de 2007  | Buenos Aires, Argentina | Chile      | 2–0 | Vitória   | Eliminatórias da Copa do Mundo de 2010 |
| 15. | 13 de outubro de 2007  | Buenos Aires, Argentina | Chile      | 2–0 | Vitória   | Eliminatórias da Copa do Mundo de 2010 |
| 16. | 17 de novembro de 2007 | Buenos Aires, Argentina | Bolívia    | 3–0 | Vitória   | Eliminatórias da Copa do Mundo de 2010 |
| 17. | 17 de novembro de 2007 | Buenos Aires, Argentina | Bolívia    | 3–0 | Vitória   | Eliminatórias da Copa do Mundo de 2010 |
| 18. | 19 de agosto de 2008   | Pequim, China           | Brasil     | 3–0 | Vitória   | Jogos Olimpicos de 2008                |